# کلیتن (کارولینای شمالی)
کلیتن (به انگلیسی: Clayton) شهری در ایالت کارولینای شمالی کشور ایالات متحده آمریکا است که جمعیت آن در سرشماری سال ۲۰۱۰ میلادی، ۱۶٬۱۱۶ نفر بوده‌است.